# NN Group
NN Group N.V. er en hollandsk multinational finansvirksomhed indenfor forsikring og formueforvaltning. Det er moderselskabet til NN Investment Partners og Nationale-Nederlanden. NN Groups hovedkvarter er i Haag. I 2016 opkøbte NN Group Delta Lloyd Group for 2,5 mia. euro.
I 2013 blev NN Group skabt ved at det fik nogle af ING Groups aktiver.